# ¿¡Y tú qué sabes!?
¿¡Y tú qué sabes!? ("What The Bleep Do We Know!?" en inglés) es un film estrenado en febrero del año 2004 que combina entrevistas con estilo documental, animación por computadora, nociones generales de física cuántica y ficción para sugerir que la conciencia puede modificar la realidad material. La trama de la ficción gira en torno a una fotógrafa sorda que atraviesa diversas dificultades en su vida cotidiana.
La película ha recibido fuertes críticas de la comunidad científica, quienes definen a esta película como pseudociencia y la incluyen dentro de la corriente New age llamada misticismo cuántico.
La película fue dirigida por tres integrantes de la Escuela Ramtha de la Iluminación (Ramtha's School of Enlightenment) y cuenta con las actuaciones de varios físicos y otros científicos, además de Judith Darleen Hampton, en ocasiones llamada Ramtha, presidente ejecutiva de la empresa Escuela Ramtha de la Iluminación, de la que los tres directores son miembros.
En 2006 se estrenó una edición especial de la película de mayor extensión, llamada ¿¡Y tú qué sabes!?: Dentro de la madriguera.

## Temática
El documental busca explicar la realidad combinando creencias místicas y postulados científicos obtenidos de la física, particularmente del principio de incertidumbre de la mecánica cuántica, como también nociones generales de psicología, psiquiatría y química. 
Las ideas del documental son acompañadas por la historia ficticia de Amanda (Marlee Matlin), una fotógrafa sorda que modifica a lo largo de la historia su predisposición psicológica frente al medio que la rodea.
La historia ficticia sugiere en su desarrollo que la actividad de la conciencia puede incidir en la realidad física.

## Recepción de la comunidad científica
Tras su difusión, ha recibido fuertes críticas de la comunidad científica, quienes afirman que varios principios de la mecánica cuántica son malinterpretados en la película. La Sociedad Americana de Químicos , por su parte, define al film como pseudociencia y menciona que entre "las más desorientantes afirmaciones", se encuentran las de que "las personas pueden viajar por el tiempo en sentido contrario" y que "la materia está hecha de pensamientos".
Algunas de las teorías planteadas en este documental provienen de la empresa Escuela Ramtha de la Iluminación, con sede en Yelm, Washington, en la cual los tres directores son empleados, además de seguidores.
La película aborda principios de la mecánica cuántica, así como problemas existenciales, argumentando que la mecánica cuántica sí introduce fenómenos sorprendentes relacionados con la diversidad de los resultados, más precisamente explicados por el principio de incertidumbre de Heisenberg. Para la comunidad científica, este principio es malinterpretado, dando lugar a una particular teoría, no científica, llamada misticismo cuántico, en la que se afirma que la materia ocupa un lugar determinado en función del deseo del observador. Estas críticas subrayan que la mecánica cuántica expone la imposibilidad de determinar ciertos sucesos basándose en cálculos, pero eso no implica que el trabajo de buscar el conocimiento científico mediante la razón deba ser abandonado.
Aquellos que critican la película afirman que ésta tergiversa teorías populares del universo científico y presenta investigaciones que carecen de base científica, como la de Masaru Emoto sobre la sensibilidad del agua. 
En la película, en referencia a la influencia de la experiencia en la percepción, Candace Pert cuenta una historia, en la que dice creer, según la cual nativos del continente americano no pudieron ver los barcos de Colón, porque estaban "fuera" de su experiencia. Según un artículo en Fortean Times, por David Hambling, los orígenes de esta historia están probablemente en viajes del Capitán James Cook, no de Colón, y se refieren a una observación del historiador Robert Hughes, según quien los barcos de Cook eran "...tan complejos y poco familiares que desafiaron el entendimiento de los nativos". Según Hambling, es probable que tanto la observación de Hughes como la historia contada por Pert sean exageraciones de relatos dejados por el Capitán Cook y el botánico Joseph Banks. Los historiadores creen que los nativos americanos vieron los barcos, pero los ignoraron porque no presentaban una amenaza inmediata.

## Personajes entrevistados
| Personaje                          | Descripción |
| ---------------------------------- | --- |
| Amit Goswami                       | Aparece en la revista "What is Enlightenment" ("¿Qué es la iluminación?"), es autor del libro "The Self-Aware Universe: How Consciousness Creates the Material World" ("El universo consciente: Cómo la conciencia crea el mundo material"). |
| John Hagelin                       | Físico de la "Maharishi University of Management", director del "MUM's Institute for Science, Technology, and Public Policy" y ha sido tres veces candidato a la presidencia del partido "Transcendental Meditation-linked Natural Law" ("Leyes Naturales de la Meditación Trascendental"). Galardonado en 1994 con el Premio Ig Nobel de la Paz, que es una parodia del Premio Nobel. |
| Stuart Hameroff                    | Anestesiólogo, autor y director asociado del "Center for Consciousness Studies" ("Centro de Estudios sobre la Conciencia") en la Universidad de Arizona. |
| Candace Pert                       | Neurocientífica y farmacóloga, descubridora del receptor opioide y autora del best seller Molecules of Emotion (Las moléculas de la emoción). |
| JZ Knight (Judith Darlene Hampton) | Maestra espiritual que también se identifica en las partes narrativas con el espíritu de un supuesto ser al que llama "Ramtha". Es además directora de la institución "Ramtha's School of Enlightment", a la cual los tres directores de la película asisten. |
| David Albert                       | Filósofo de la física y profesor en la Columbia University. |

Otras entrevistas del film incluyen a Joe Dispenza, un quiropráctico, devoto de la Escuela Ramtha de la Iluminación.

### Sitio oficial
- Publicidad oficial de la película (en inglés) Archivado el 11 de mayo de 2007 en Wayback Machine.

### Críticas
- Cháchara cuántica y física cuántica
- ¿Y tú qué sabes? La pregunta sin respuestas
- Los charlatanes se apoderan de la teoría cuántica
- Puede encontrarse una interesante crítica a diversos aspectos de la película (así como a otros casos de creencias o propuestas de conocimiento dudosas) en el libro de Massimo Pigliucci, Nonsense on Stilts: How to Tell Science from Bunk (Chicago, University of Chicago Press, 2010, págs. 95-99).